# سارة بيرك
سارة بيرك (بالإنجليزية: Sarah Burke)‏ (و. 1982 – 2012 م) هي متزحلقة حرة، من كندا، ولدت في باري، توفيت في سولت ليك سيتي، عن عمر يناهز 30 عاماً، بسبب قصور القلب.

## روابط خارجية
- سارة بيرك على موقع الاتحاد الدولي للتزلج (التزلج الحر) (الإنجليزية)
- سارة بيرك على موقع ألعاب إكس (مؤرشف) (الإنجليزية)
- سارة بيرك على موقع قاعة كندا للمشاهير الرياضية (الإنجليزية)
- سارة بيرك على موقع قاعة أونتاريو للمشاهير الرياضية (مؤرشف) (الإنجليزية)